# Нелетићи
Нелетићи (пољ. Nieletycy, Nielecice; рус. Нелетичи) су били средњовековно западнословенско племе које је било део племенског савеза Лужичких Срба (једно од три племенска савеза Полапских Словена), заједно са Далеминцима, Сорбима, Лужичанима, Милчанима, Нишанима, Суселцима и другим племенима.
У другој половини 1. миленијума Нелетећи су насељавали област између доњих токова река Зале и Мулде на територији данашње немачке државе Саксоније. Северни суседи Нелетећа су били Жирмунти, североисточни (иза реке Мулде) Нижићи, источни Суселци (Сусли), јужни Худићи, док су на западу (иза реке Зале) њихови суседи била германска племена. Нелетићи су, заједно са осталим словенским племенима између река Лабе и Зале, релативно рано, пре 9. века, ушли у племенски савез Лужичких Срба.
У 10. веку Нелетиће покоравају Германи, као и сва остала племена Лужичких Срба, услед германизације Словени међуречја Зале и Мулде прелазе на немачки језик и усвајају немачку културу.